# Himerometridae
Famille
Les Himerometridae sont une famille de crinoïdes de l'ordre des Comatulida.

## Description et caractéristiques
Ce sont des comatules de taille variable, portant généralement dix bras ou plus (notamment chez la seule espèce d'Afrique du Sud). Elles portent des épines ou d'autres proéminences sur les segments les plus distaux de leurs cirrhes, dans le plan dorsomédian. Les pinnules orales ne sont pas denticulées mais présentent une crête basale le long de la surface dorsale ou le long du bord faisant face au bout des bras, ou les deux. La bouche est plus ou moins centrale sur le disque.
On trouve des espèces de cette famille dans l'indo-pacifique, de la zone intertidale à plus de 110 m de profondeur.

## Liste des genres
Selon World Register of Marine Species (13 avril 2014) :
- genre Amphimetra AH Clark, 1909 -- 6 espèces
- genre Craspedometra AH Clark, 1909 -- 1 espèce
- genre Heterometra AH Clark, 1909 -- 26 espèces
- genre Himerometra AH Clark, 1907 -- 5 espèces
- genre Homalometra AH Clark, 1918 -- 1 espèces

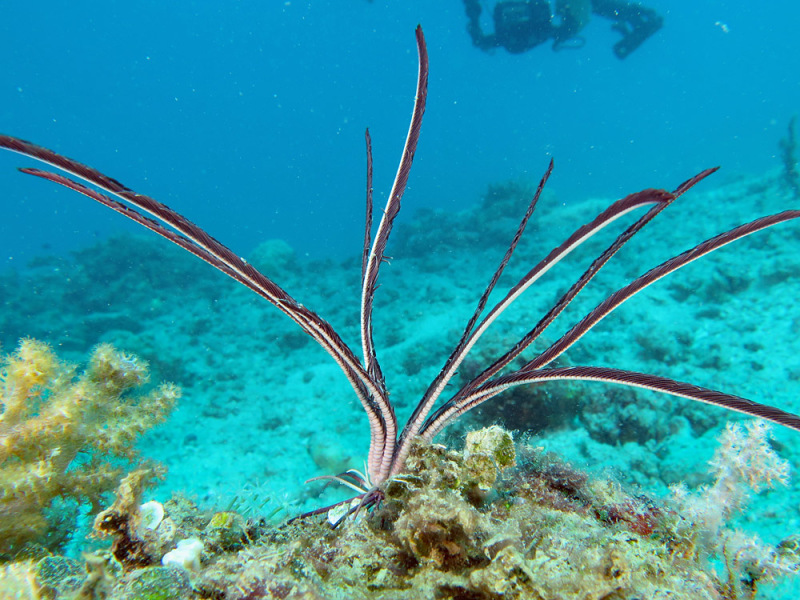
Amphimetra tessellata
Craspedometra acuticirra
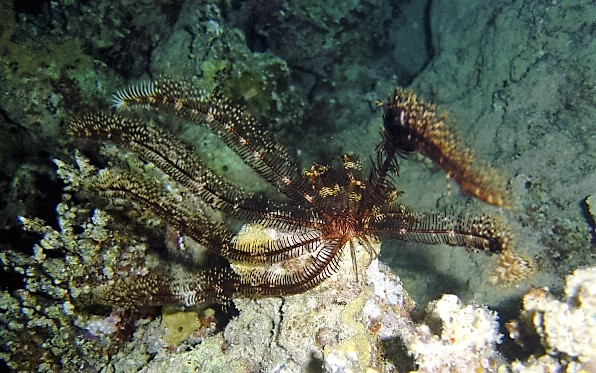
Heterometra savignii
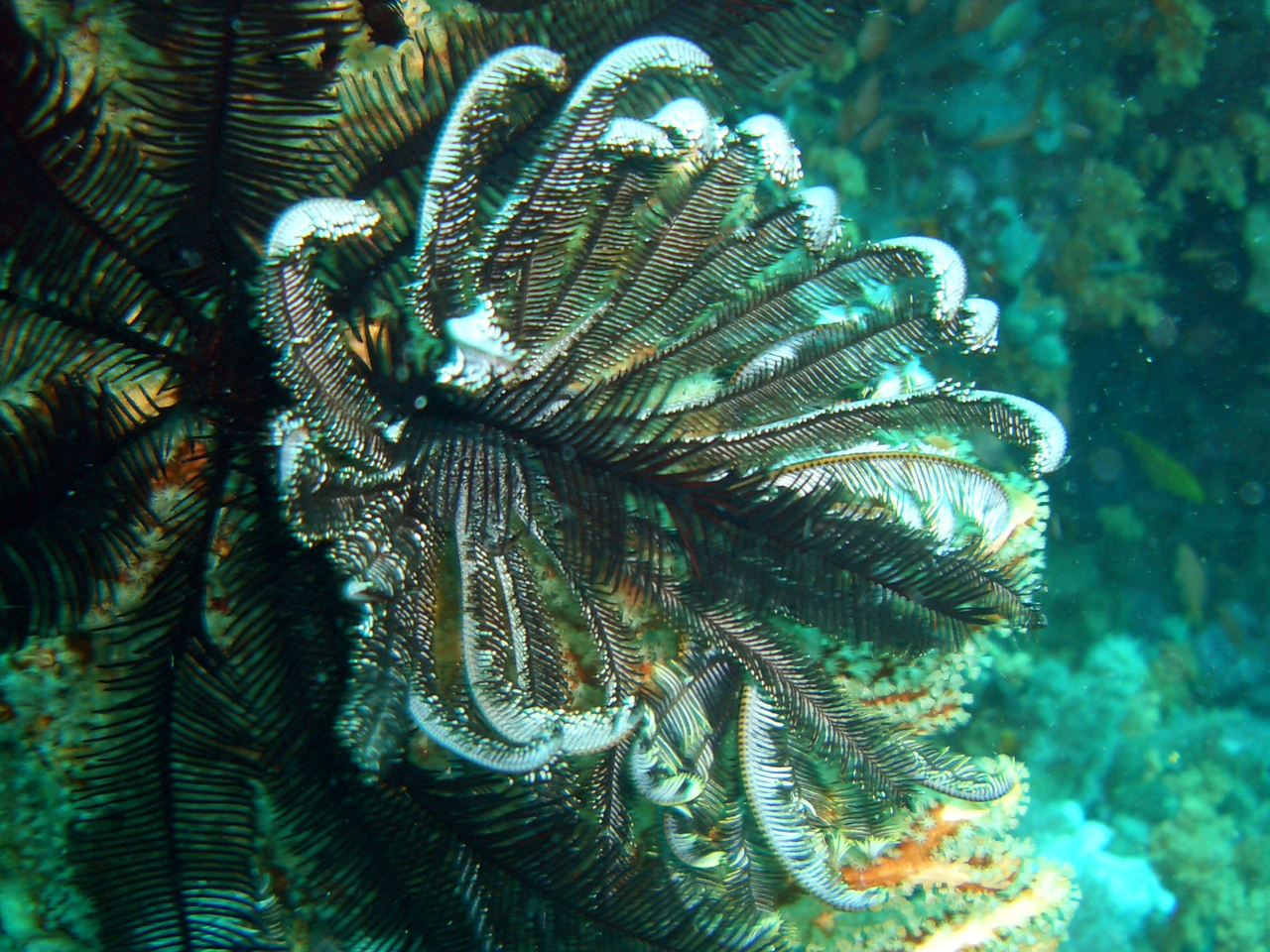
Himerometra Bartschi
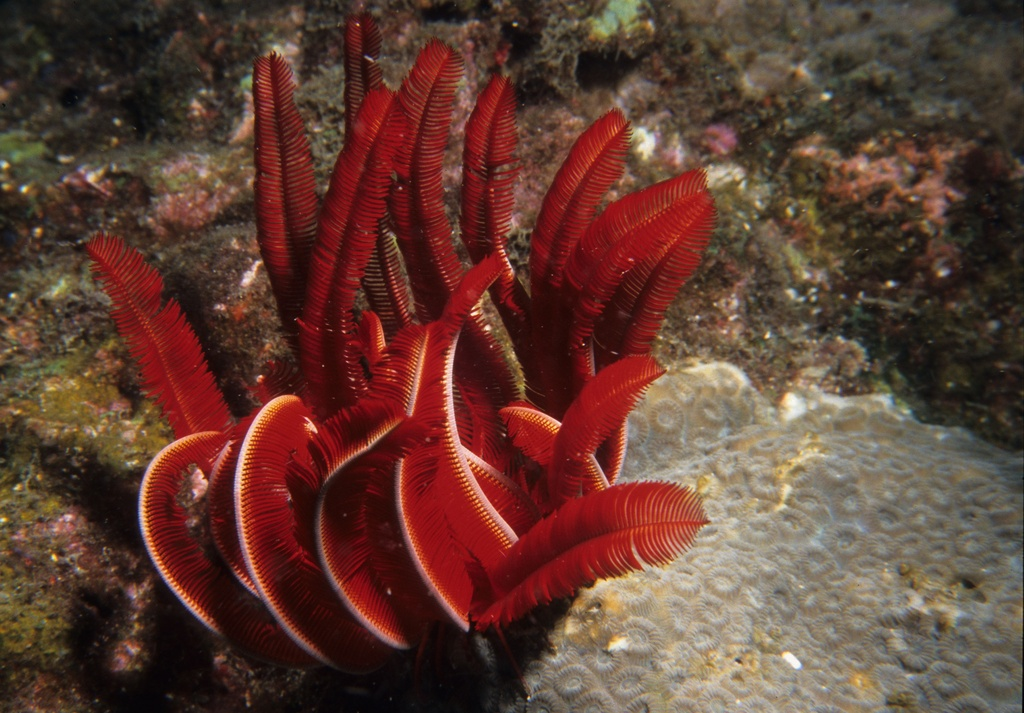
Himerometra robustipinna